# Brooklands Lagoon
Die Brooklands Lagoon ist eine Lagune in der Region Canterbury auf der Südinsel von Neuseeland.

## Geographie
Die Brooklands Lagoon befindet sich rund 3,7 km ostsüdöstlich des Stadtzentrums von Kaiapoi und rund 12 km nordnordöstlich des Stadtzentrums von Christchurch City. Die Lagune, die eine Fläche von rund 1,65 km² umfasst, erstreckt sich parallel zur Küste über eine Länge von rund 4 km in Nord-Süd-Richtung. An der breitesten Stelle misst das längliche Gewässer maximal 850 m.
Da die Mündung der Lagune in den Waimakariri River lediglich rund 600 m von dessen Mündung in den Pazifischen Ozean entfernt ist, steht das Gewässer unter dem Einfluss der Gezeiten. Einziger nennenswerter Zufluss in die Lagune ist der Styx River, der von Christchurch kommend am nordwestlichen Ende in die Lagune mündet.

## Wanderwege
Beidseits der Lagune existieren Wanderwege.